# Gran Premi d'Itàlia del 1997
Resultats del Gran Premi d'Itàlia de Fórmula 1 de la temporada 1997 disputat al circuit de Monza el 7 de setembre del 1997.

## Resultats
| Pos | No | Pilot                 | Equip                 | Voltes | Temps/ Retirada  | Pos. de sortida | Punts |
| --- | -- | --------------------- | --------------------- | ------ | ---------------- | --------------- | ----- |
| 1   | 10 | David Coulthard       | McLaren - Mercedes    | 53     | 1h 17' 05. 3     | 6               | 10    |
| 2   | 7  | Jean Alesi            | Benetton - Renault    | 53     | + 1.937 s        | 1               | 6     |
| 3   | 4  | Heinz-Harald Frentzen | Williams - Renault    | 53     | + 4.343 s        | 2               | 4     |
| 4   | 12 | Giancarlo Fisichella  | Jordan - Peugeot      | 53     | + 5.871 s        | 3               | 3     |
| 5   | 3  | Jacques Villeneuve    | Williams - Renault    | 53     | + 6.416 s        | 4               | 2     |
| 6   | 5  | Michael Schumacher    | Ferrari               | 53     | + 11.481 s       | 9               | 1     |
| 7   | 8  | Gerhard Berger        | Benetton - Renault    | 53     | + 12.471 s       | 7               |       |
| 8   | 6  | Eddie Irvine          | Ferrari               | 53     | + 17.639 s       | 10              |       |
| 9   | 9  | Mika Häkkinen         | McLaren - Mercedes    | 53     | + 49.373 s       | 5               |       |
| 10  | 14 | Jarno Trulli          | Prost - Mugen - Honda | 53     | + 1' 02.706 min. | 16              |       |
| 11  | 15 | Shinji Nakano         | Prost - Mugen - Honda | 53     | + 1' 03.327 min. | 15              |       |
| 12  | 17 | Gianni Morbidelli     | Sauber - Petronas     | 52     | + 1 Volta        | 18              |       |
| 13  | 22 | Rubens Barrichello    | Stewart - Ford        | 52     | + 1 Volta        | 11              |       |
| 14  | 21 | Tarso Marques         | Minardi - Hart        | 50     | + 3 Voltes       | 22              |       |
| Ret | 1  | Damon Hill            | Arrows - Yamaha       | 46     | Motor            | 14              |       |
| Ret | 11 | Ralf Schumacher       | Jordan - Peugeot      | 39     | Col·lisió        | 8               |       |
| Ret | 16 | Johnny Herbert        | Sauber - Petronas     | 38     | Col·lisió        | 12              |       |
| Ret | 19 | Mika Salo             | Tyrrell - Ford        | 33     | Motor            | 19              |       |
| Ret | 23 | Jan Magnussen         | Stewart - Ford        | 31     | Transmissió      | 13              |       |
| Ret | 18 | Jos Verstappen        | Tyrrell - Ford        | 12     | Caixa canvi      | 20              |       |
| Ret | 20 | Ukyo Katayama         | Minardi - Hart        | 8      | Virolla          | 21              |       |
| Ret | 2  | Pedro Diniz           | Arrows - Yamaha       | 4      | Suspensions      | 17              |       |

## Altres
- Pole: Jean Alesi 1' 22. 990

- Volta ràpida: Mika Häkkinen 1' 24. 808 (a la volta 49)